# لغات فينية بيرمية
اللغات الفينية البيرمية تشكل أحد الفروع اللغات الفينية الأوغرية الرئيسية التي انشقت عنها حوالي 2500 - 3000 قبل الميلاد. وتشير النظريات بأن اللغات الفينية البيرمية قد تشعبت عن إلى لغات بيرمية ولغات فينية فولغية نحو 2000 قبل الميلاد.